# نیک کالکین
نیک کالکین (انگلیسی: Nick Culkin؛ زادهٔ ۶ ژوئیهٔ ۱۹۷۸) بازیکن فوتبال اهل بریتانیا است.
از باشگاه‌هایی که در آن بازی کرده‌است می‌توان به باشگاه فوتبال رادکلیف بورو، باشگاه فوتبال پرسکوت کابلس، باشگاه فوتبال کویینز پارک رنجرز، باشگاه فوتبال هال سیتی، باشگاه فوتبال بریستول راورز، باشگاه فوتبال منچستر یونایتد، و باشگاه فوتبال یونایتد آف منچستر اشاره کرد.